# Menhir von Kaiserswerth

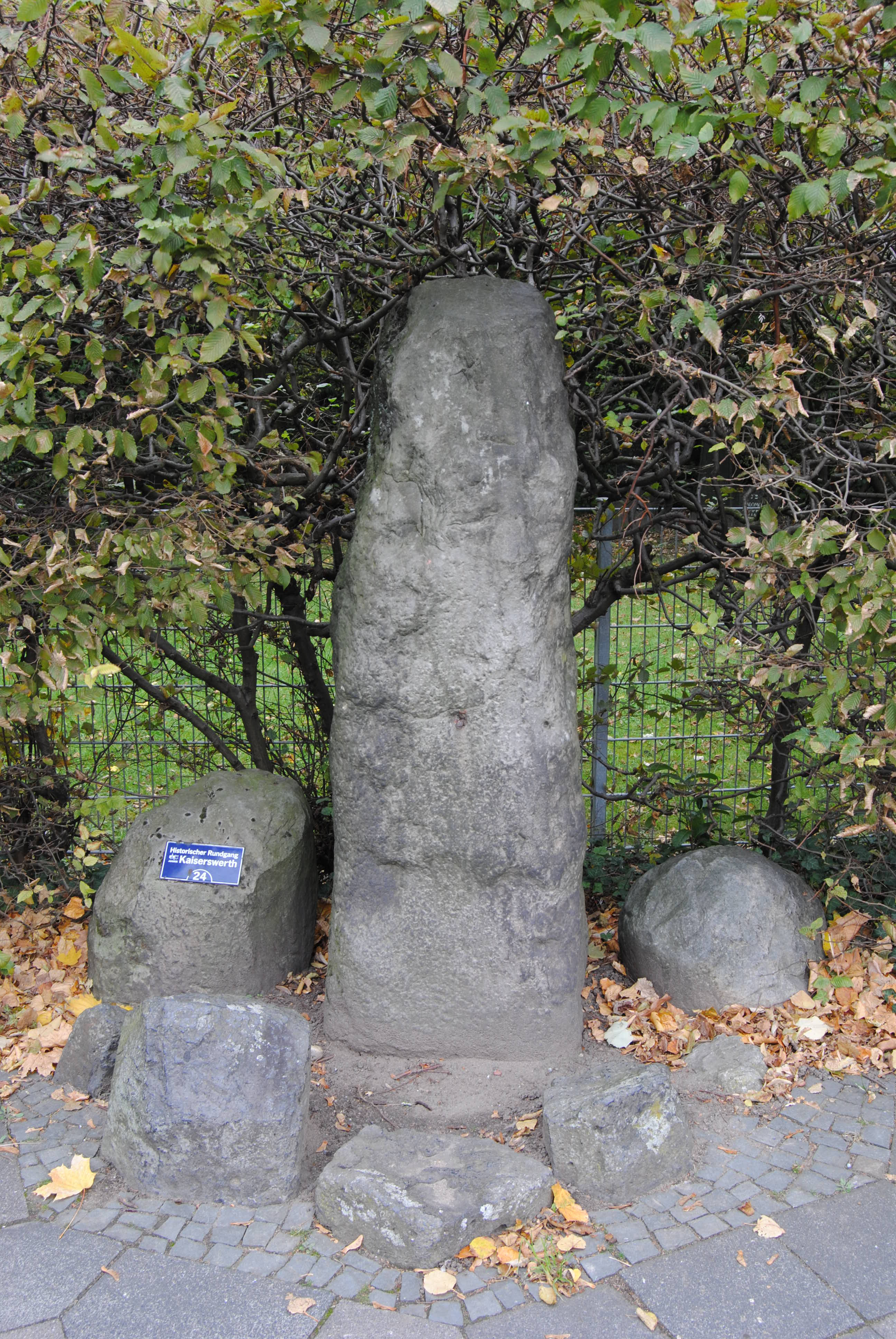
Menhir von Kaiserswerth

Der Kaiserswerther Menhir ist, von einigen Bodenfunden abgesehen, das älteste noch erhaltene Denkmal in Nordrhein-Westfalen. Er befindet sich am Zeppenheimer Weg. Es handelt sich um einen 1,70 m hohen Megalithen. Er stammt aus der Zeit von 2000 bis 1500 v. Chr.
Auf dem Menhir befinden sich Kratzspuren, deren Alter und Herkunft unbekannt sind. Die Vermutungen reichen von Beschädigungen beim Umsetzen des Menhirs in den 1950er Jahren über mittelalterliche Versuche, Höhlungen für Kerzen oder Kruzifixe in den Stein zu schlagen, bis hin zum Zusammenhang mit Hinrichtungen, denn es war früher Brauch, die Verurteilten auf dem Weg zur Richtstätte an den Stein zu stoßen. Überliefert wird, dass die Bewohner der Kaiserpfalz vor dem heidnischen Stein Angst hatten, was wohl auch zur Errichtung der Kirche des Heiligen St. Georg führte (zerstört 1689), um das Böse durch das Heilige abzuwehren.